# Tortella rigens
Tortella rigens là một loài rêu trong họ Pottiaceae. Loài này được Alberts. mô tả khoa học đầu tiên năm 1946.